# Pietro del Po

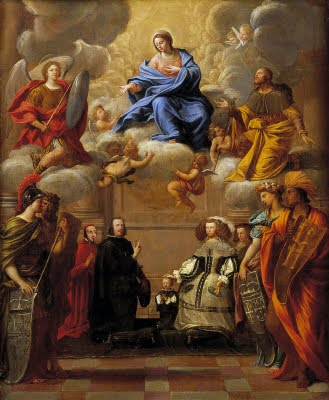
Pietro del Po, la vierge Marie

Pietro del Po (né en 1610 à Palerme en Sicile - mort le 22 juillet 1692 à Naples) est un peintre italien du XVIIe siècle correspondant à la période baroque.

## Biographie
Né à Palerme il étudie sous le Domenichino à Naples. Il peint pour les églises à Palerme, puis à Rome, où parmi d'autres œuvres, il peint un tableau de Saint - Leo de La Madonna di Costantinopoli. Il est plus connu comme graveur que comme peintre. 
Pietro del Po est le père de Giacomo del Po et de Teresa del Po également graveur et peintre.

## Œuvres
- Saint-Jean dans le désert.
- Femme de Canaan avant et après Jésus-Christ.
- Christ mort sur les genoux de la Vierge.
- Vierge assise sur un trône avec l'Enfant, et un chœur des anges.
- Les quatre vertus cardinales, avec leurs attributs.
- Saint-Jérôme à genoux avec un ange.
- Annonciation.
- La fuite en Égypte.